# Танцевальная музыка
Танцева́льная му́зыка — музыка, специально написанная для аккомпанемента танцам. Она может представлять собой либо отдельную музыкальную работу, либо является частью музыкальной аранжировки. Исполняемая танцевальная музыка подразделяется на живую танцевальную музыку и на записанную танцевальную музыку. Также подразделяется на музыку медленную и музыку быструю.
В XVII веке во времена барокко для каждого вида танца (менуэт, гавот, сарабанда) существовал соответствующий вид музыкального произведения, называвшийся по названию самого танца. Позже эти виды музыки отделились от исполнения танца как такового и стали просто видами музыкального произведения, то есть здесь речь идёт уже о танце как о жанре музыки: танец как жанр стал входить в крупные классические произведения, такие как сонаты и симфонии, в качестве одной из частей. Кроме того жанр сюиты представляет собой произведения, являющиеся последовательностью нескольких танцев, как правило, семи.
Современная популярная танцевальная музыка первоначально возникла из бальной западной танцевальной музыки конца XIX века. В начале XX века бальные танцы приобрели популярность среди рабочего класса, посещавшего общественные танцевальные залы. Танцевальная музыка стала чрезвычайно популярной в 1920-е годы. В 1930-е годы популярной танцевальной музыкой в Америке стал свинг. В 1950-х годах рок-н-ролл стал популярной танцевальной музыкой. В конце 1960-х годов начался расцвет соул и ритм-энд-блюз музыки. Доминиканские и кубинские ньюйоркцы придумали популярный танец сальса в конце 1960-х годов, который возник из латиноамериканского музыкального жанра. В 1970-е годы появился жанр «диско», танцевальная поп-музыка, названная по имени дискотек, для которых она записывалась и исполнялась. В 1980-х годах стала развиваться электронная клубная музыка, которая писалась специально для массовых дискотек — рейвов. Также ближе к началу 1990-х годов от танцевальной музыки отделился жанр техно который положил начало всей мировой транс-музыки от которой в 2000-х ответвились такие подвиды электронной танцевальной музыки, как Tech-trance, Progressive-trance и другие.

## Происхождение
Народная танцевальная музыка ― это музыка, сопровождающая какой-либо традиционный танец. Примером народной танцевальной музыки в США является старинная музыка, исполняемая на квадратных танцах и контрдансах.

## Историческая танцевальная музыка
Хотя существуют свидетельства танца и музыки в древние времена (например, на древнегреческих вазах изображены танцоры и музыканты), самая ранняя западная танцевальная музыка, которую мы все еще можем воспроизвести с определенной степенью уверенности ― это сохранившиеся средневековые танцы, такие как кэрол и эстампи. 

### По периодам
Танцевальная музыка эпохи Возрождения включала в себя звучание таких инструментов как лютня, виола, табор, свирель и сакбут.
В эпоху барокко основным стилем были дворянские придворные танцы. Примеры танцев включают куранту, сарабанду, менуэт и жигу. Коллекции танцев часто собирались вместе в виде танцевальных сюит.
В эпоху классической музыки менуэт часто использовался в качестве третьей части в произведениях, таких как сонаты, струнные квартеты и симфонии, хотя в этом контексте он не сопровождал никаких танцев. Вальс также возник позже в классическую эпоху, когда менуэт превратился в скерцо.
И то, и другое осталось частью периода романтической музыки, который также ознаменовался подъемом различных других национальных танцевальных жанров, таких как баркароль, мазурка и полонез. Также в эпоху романтической музыки рост и развитие балета расширили границы танцевальной музыки. Часто она была частью оперы.

## Популярная танцевальная музыка
Современная популярная танцевальная музыка первоначально возникла из западной бальной музыки конца 19 века.

### По жанрам
Произведения танцевальной музыки часто носят название соответствующего танца, например, вальсы, танго, болеро, кан-кан, менуэты, сальса, различные виды джиги и брейкдаун. Другие танцевальные формы включают контраданс, меренгу и ча-ча-ча. Часто бывает трудно определить, что возникло сначала ― название музыки или название танца.
Баллады обычно выбирают для медленных танцев. Первоначально баллада также была разновидностью танца (отсюда и название «баллада», от того же корня, что и бальный зал и балет). На Фарерских островах до сих пор танцуют баллады.

### Диско
Диско ― это жанр танцевальной музыки, который содержит элементы фанка, соула, поп-музыки и сальсы. Он был наиболее популярен в середине-конце 1970-х годов. Именно данным жанром был вдохновлен жанр электронной танцевальной музыки.

### Электронная танцевальная музыка
К 1981 году возникла новая форма танцевальной музыки. Созданная с использованием электроники, она является стилем популярной музыки, обычно играемой в танцевальных ночных клубах, радиостанциях, шоу и рейвах. Во время своего постепенного упадка в конце 1970-х годов диско попало под влияние электронных музыкальных инструментов, таких как синтезаторы. Циклирование, сэмплирование и сегирование, как это встречается в диско, продолжали использоваться в качестве творческих техник в транс-музыке, техно-музыке и особенно хаус-музыке.
Электронная танцевальная музыка пережила бум в конце 1980-х. Многие музыкальные жанры, в которых использовались электронные инструменты, превратились в современные стили в основном благодаря протоколу MIDI, который позволял компьютерам, синтезаторам, звуковым картам, сэмплерам и драм-машинам взаимодействовать друг с другом и достигать полной синхронизации звуков. Электронная танцевальная музыка обычно сочиняется с использованием синтезаторов и компьютеров и редко имеет какие-либо физические инструменты. Вместо этого он заменяется аналоговыми и цифровыми электронными звуками с ритмом 4/4. Однако многие продюсеры такого рода музыки, такие как Даррен Тейт и Эм Джей Коул, прошли обучение классической музыке до того, как перешли в электронную среду.

### По десятилетиям

#### 1900―1910
В начале 20-го века бальные танцы приобрели популярность среди рабочего класса, посещавшего общественные танцевальные залы.

#### 1920
Танцевальная музыка стала чрезвычайно популярной в 1920-е годы. Ночные клубы посещало большое количество людей. В них играл джаз, который характеризовался причудливыми оркестрами со струнными инструментами и сложными аранжировками. Самым популярным танцем был фокстрот. В то время эта музыка называлась просто джаз, хотя сегодня люди называют ее белым джазом или биг-бэндом.

#### 1930―1940
Популярные жанры в то время: Свинг, Вестерн-свинг.

#### 1950-е
В 1952 году телевизионное шоу American Bandstand перешло в формат, где подростки танцуют вместе с пластинками. Шоу выходило в эфир до 1989 года. С конца 1950-х годов диджеи играли записанную музыку в ночных клубах.

#### 1960-е
В 1960 году Чабби Чекер выпустил свою песню «The Twist», вызвавшую танцевальное увлечение жанром. В конце 1960-х годов начался расцвет соул и ритм-энд-блюз музыки, в которой использовались оркестровые аранжировки.

#### 1970-е
В 1970 году состоялась премьера телевизионного шоу Soul Train с участием известных соул-певцов, которые играли или исполняли свои хиты, пока зрители танцевали. К середине 1970-х годов диско стало одним из основных жанров. Для него было характерно использование настоящих оркестровых инструментов, таких как струнные, от которых в 1950-е годы в основном отказались из-за рок-музыки. Однако в отличие от 1920-х годов использование живых оркестров в ночных клубах было крайне редким из-за его дороговизны. Увлечение дискотекой достигло своего пика в конце 1970-х годов, когда слово «дискотека» стало синонимом танцевальной музыки, а ночные клубы стали именоваться «дискотеками».

#### 1980-е
Популярные жанры: Новая волна, Итало-диско, Евродиско, Постдиско, Синти-поп, Данс-поп, Дэнс-рок, Фанк, Современный ритм-н-блюз, Хип-хоп, Нью-джек-свинг, Хаус, Эйсид-хаус, Хип-хаус, Техно.

#### 1990-е
Популярные жанры: Хаус, Итало-диско, Итало-хаус, Евродэнс, Евро-поп, Хип-хаус, Электро, Электроклэш, Прогрессив-хаус, Французский хаус, Техно, Транс, Альтернативная танцевальная музыка, Дэнсхолл, Хип-хоп, Джи-фанк, Драм-н-бейс, Биг-бит, Брейкбит, Брейкбит-хардкор, Рейв, Хардкор-техно, Реггетон.

#### 2000-е
Популярные жанры: Транс, Электропоп, Данс-поп, Снэп-музыка, Кранк, Дэнсхолл, Реггетон, Дэнс-панк, Ню-диско, Электро-хаус, Минимал-техно, Дабстеп, Грайм, Бейслайн, Хип-хоп, Драм-н-бейс, Хардстайл, Прогрессив-хаус.

#### 2010-е
Популярные жанры: Электропоп, Синти-поп, Глитч, Хип-хаус, Ню-диско, Новая волна, Нью-рейв, Транс, Хай-энерджи, Данс-поп, Электро-индастриал, Дип-хаус, Драм-н-бейс, Дабстеп, Текстеп, Ликвид-фанк, Электро-хаус, Прогрессив-хаус, Хардстайл, Драм-н-бейс, Гетто-хаус, Дрилл, Дэнсхолл, Тропикал-хаус, Гэридж, Евро-поп.